# Yngvar Nielsen
 Der er for få eller ingen kildehenvisninger i denne artikel, hvilket er et problem. Du kan hjælpe ved at angive troværdige kilder til de påstande, som fremføres i artiklen.

Yngvar Nielsen (født 29. juli 1843 i Arendal, død 2. marts 1916 i Kristiania) var en norsk historisk, geografisk og
etnografisk forfatter. Han var søn af Carsten Tank Nielsen.
Nielsen blev student 1860, cand. philol. 1865, hvorefter han 1866-1870 var lærer ved Hartvig Nissens skole. I disse år foretog han stadig med offentligt stipendium rejser til Lund, København, Linköping og Stockholm for at studere arkiverne og bibliotekerne. Han var fra 1869—1878 ansat som assistent i det norske rigsarkiv, blev i det sidstnævnte år universitetsstipendiat i historie og geografi og tillige bestyrer af Universitetets etnografiske samling, tog april 1880 doktorgraden og blev oktober 1890 udnævnt til professor i geografi og etnografi (fra 1902 alene i etnografi). Også efter at være knyttet til universitet opholdt han sig i studieøjemed meget i udlandet, dels i geografiske og etnografiske øjemed, dels for at anstille arkivforskninger.
Han udgav et overordentlig stort antal skrifter og afhandlinger, navnlig vedrørende Norges- og Nordens historie i 19. århundrede. Blandt disse mærkes: Breve fra Grev H. H. von Essen til Karl Johan (1867), Bidrag til Norges og Sveriges Historie 1812—1816 (1869), Grev Sandels' Statholderskab 1818—27 (1873), Grev von Platens Statholderskab 1827—29 (1875), Norges Historie efter 1814, I—III (1882-1892; når til 1837), Bidrag til Norges) Historie i 1914, I—II (1882—8186), Det første overordentlige Storting (1882—1886), Aktmæssige Bidrag til Sveriges Historie 1812—1813 (1877), Bidrag til Nordens Historie 1813—14 (1878), Indberetninger fra de østerrigske Gesandter i København 1807—1812 (1882). Endvidere Stormagternes forhold til Norge og Sverige 1815-1819 (1886), Kielerfreden (samme år), Fra Kiel til Moss (1894), Der Vertrag von Moss vom 14. August 1814 und die schwedisch-norwegische Union (1895), Om Konventionen i Moss (1898), Aktstykker vedkommende Konventionen i Moss 14. August 1814 (1894) og Aktstykker vedkommende Stormagternes Mission til København og Kristiania 1814 (1895—1897), suppleret med Diplomatiske Aktstykker fra 1814 (1909), samt Bodøsagen. Fremstillet paa Grundlag af officielle og private Brevskaber (1897).
Til denne række af arbejder må også henføres de forskellige polemisk tilskårne indlæg, som blev udgivet under den diskussion, som vaktes ved professor Ernst Sars' Historisk Indledning til Grundloven. I nær tilslutning står også hans hovedværk, det stort anlagte biografisk-historiske værk Lensgreve J. C. H. Wedel-Jarlsberg 1779-1840 (3 bind 1901-1902), hvoraf en ældre ikke fuldendt udgave udkom 1888—1892, og Norge i 1814 (1904). Men også uden for dette begrænsede område har Nielsen leveret en meget betydelig række større og mindre afhandlinger om norske samfundsforhold og politisk historie. Blandt disse mærkes hans afhandling for doktorgraden Det norske Rigsraad (1880), Bergen fra ældste Tider indtil Nutiden (1877), Jens Bjelke til Østraat (1872), Kampen om Trondhjem 1657—1660 (i Videnskabsselskabets festskrift i anledning af Trondhjems 900-års jubilæum 1897), Gustaf III's norske Politik (1877) og et større antal afhandlinger og opsatser i "Norsk Historisk Tidsskrift".
Gennem behandlingen af Bergens historie kom han ind på studiet af hanseatiske forhold, og i "Kristiania Videnskabsselskabs Forhandlinger" meddelte han en række aktmæssige bidrag til belysning af disse. Et vigtigt kildeskrift til skildring af norske forhold i 16. århundrede udgaves af ham 1885 i Biskop Jens Nilssøns Visitatsbøger og Rejseoptegnelser 1594—97. En på nye synspunkter rig sammenfatning af Norges historie i tidsrummet 1539—1660 har han leveret i bind V af den store Norges Historie, hvor hos han har behandlet Norges historiske udvikling fra naturvidenskabelig-sociologisk synspunkt i afhandlingsrækken Af Norges Historie (1904). I 1906 udkom en række øjebliksbilleder: Norge i 1905. Sine erindringer har han fortalt i Den gamle Gaard (1903), Erindringer fra et halvt Aarhundredes Vandreliv (1909) og En Kristianiensers Erindringer (1910), Under Oscar II's Regering (1912), Fra Johan Sverdrups Dage (1913) og Da Unionen skulde briste (1915). De tre sidstnævnte, som væsentlig var af politisk art, blev ved deres fremkomst mødt med stærk kritik. Af etnografisk indhold er hans Rejsebreve og Folkelivsstudier (1881), Rundt i Norge (1882), og Træk af den norske Bondestands Kulturudvikling (1882); desuden har han udgivet Universitetets etnografiske Samlinger 1857—1907 (1907). Som turist berejste Nielsen gennem en årrække hele Norges land, og hans fortræffelige Rejsehaandbog over Norge (1. udgave 1874; 12. udgave 1915) var længe regnet som klassisk i sit slags. Nielsen var i yngre år en virksom deltager i Højrepartiets politiske arbejde.